# 中村宗達
中村 宗達（なかむら むねたつ、2001年10月6日 - ）は、日本の男子プロレスラー。ガンバレ☆プロレス所属。

## 経歴
2021年
- DDTプロレスリングの10代プロジェクト[1]に参加、練習を積み重ねる。

2022年
- この年より、10代プロジェクトと並行してガンバレ☆プロレスの練習にも参加。
- 11月19日、ガンバレ☆プロレス2AWスクエア大会にてデビュー発表[2]。
- 12月27日、ガンバレ☆プロレス後楽園ホール大会にてデビュー、シングルマッチで冨永真一郎に敗北[3]。

2023年
- 1月5日-1月28日、ガンバレ☆プロレスの若手シングルリーグ戦「第1回ヤングガンバレ杯」に参戦、今成夢人・神崎ユウキ・八須拳太郎を相手に3戦0勝2敗1引き分けで終了[4][5][6]。
- 5月5日、ガンバレ☆プロレス後楽園ホール大会にて木髙イサミ・藤田ミノル・下村大樹組と対戦、中村がイサミより自力初勝利（パートナーは大家健・冨永真一郎）[7]。
- 7月22日、チョコプロ市ヶ谷チョコレート広場大会にてバリヤン・アッキと対戦、敗北。初のCyberFight系列外団体への参戦となる[8]。
- 12月31日、サムライTV「輝く!日本インディー大賞」のファン投票によりニューカマー賞を獲得[9]。

## 人物
- 大学在学中にデビュー。

## 得意技
ロコモーション式ハーフハッチ・スープレックス
宇宙人プランチャ
ジャーマン・スープレックス
みちのくドライバーII
ドロップキック
一般とは逆の右捻りで繰り出す。

## タイトル歴
日本インディー大賞
- ニューカマー賞(2023年)

## 入場曲
BABY BABY (SINGLE Ver.) / GOING STEADY